# Kathedraal van Saint-Denis
De Kathedrale basiliek van Saint-Denis (Frans: Basilique-cathédrale de Saint-Denis) is een kerk in de Parijse voorstad Saint-Denis en de begraafplaats van de Franse koningen.

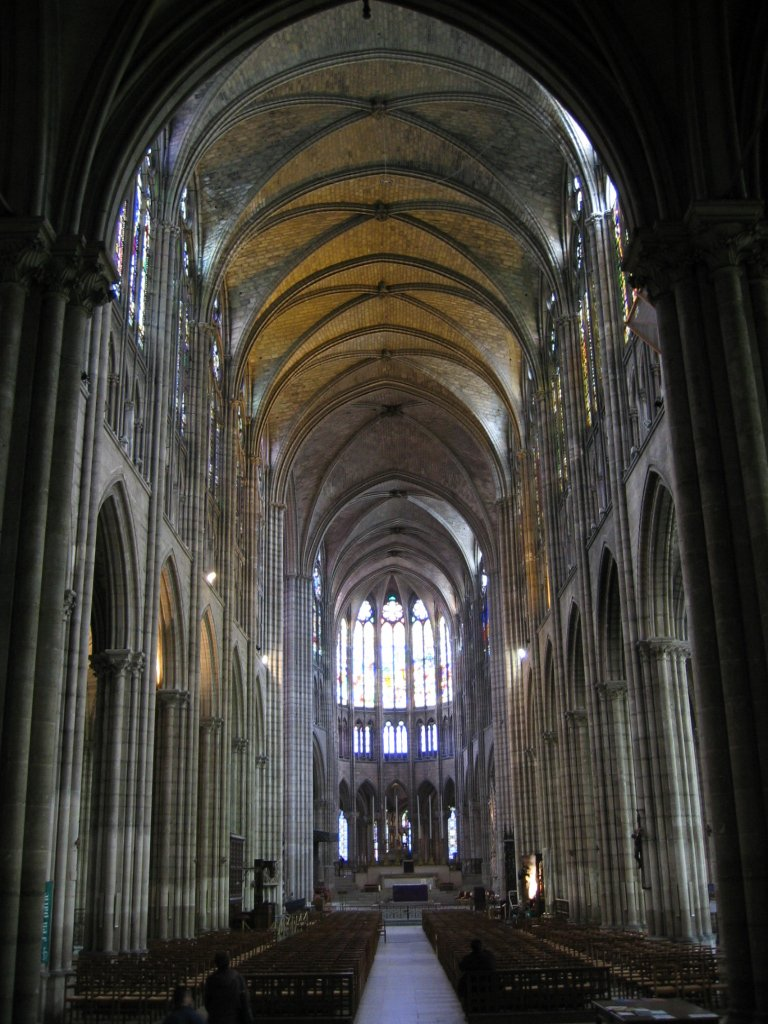
Interieur van de huidige basiliek

De basiliek is gewijd aan Saint-Denis ofwel Dionysius van Parijs, de patroonheilige van Frankrijk. Volgens de legende zou hij de eerste bisschop van Parijs zijn geweest. Omstreeks 251 zou hij de marteldood zijn gestorven en begraven in Catulliacus, het huidige Saint-Denis. Een simpele schrijn werd opgericht op zijn graf. In de vijfde eeuw, tussen 460 en 480, werd over het graf een kleine basilica gebouwd, volgens de heiligenlegendes op initiatief van Genoveva van Parijs. De plaats werd al zeer snel een druk bezocht bedevaartsoord en de gemeenschap van geestelijken die zich bekommerde over de kerk en het graf evolueerde later tot de abdij van Saint-Denis. De huidige kathedraal is de vroegere abdijkerk en was dus in de middeleeuwen nooit een kathedraal, maar werd in de Merovingische tijd al basiliek genoemd. In 1966 werd de basiliek tot kathedraal van het bisdom Saint-Denis benoemd.

## Geschiedenis
De basiliek werd gebouwd in de twaalfde eeuw tot de dertiende eeuw op een plaats waar in de laat-Romeinse tijd al een necropolis bestond. Bij archeologisch onderzoek op de plaats van de huidige basiliek zijn funderingen en resten van drie eerdere kerken teruggevonden.

### Merovingische kerk
In de vierde eeuw werd boven het graf van de heilige al een mausoleum gebouwd op de plaats van het huidige hoofdaltaar. De eerste kerk was de basilica, gebouwd in opdracht van Genoveva van Parijs, waarvan de funderingen zich bevinden onder het koor van de huidige basiliek. De fundamenten van de basilica uit de vijfde eeuw werden in 1958 blootgelegd en zijn negen bij twintig meter. Deze basilica werd twee maal vergroot en had uiteindelijk een lengte van 60 m.

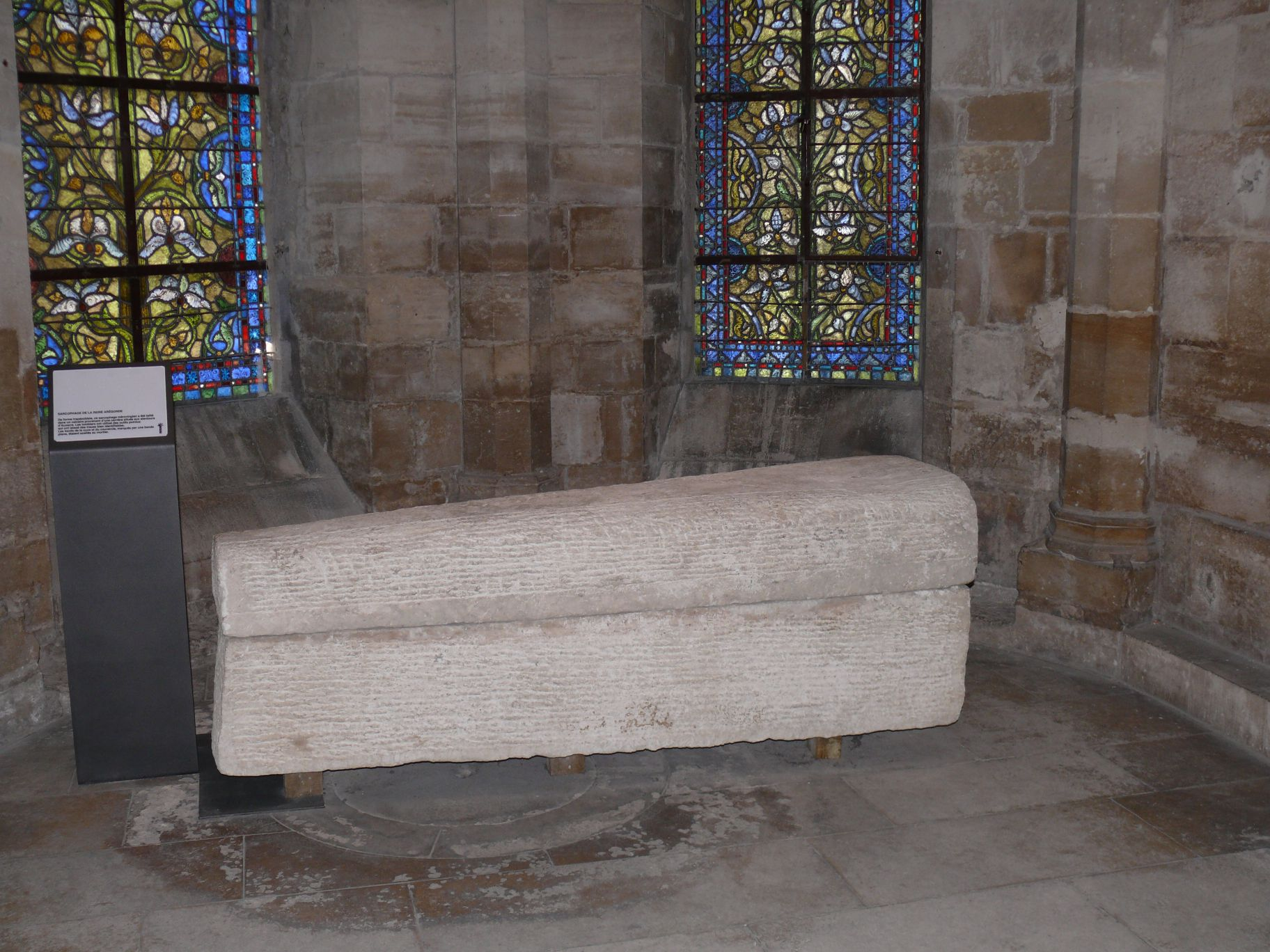
Sarcofaag van koningin Aregonda, nu in de crypte

In 1959 werd in de ondergrond van de basiliek het graf ontdekt van Aregonda, de vierde vrouw van Chlotarius I en de grootmoeder van Dagobert, die stierf tussen 572 en 583. Via de zegelring, met haar naam Arnegundis en een monogram Regine, die in de stenen sarcofaag werd gevonden, is men vrijwel zeker van haar identiteit. Uit de staat van bewaring van het textiel in deze sarcofaag blijkt, dat dit graf nooit door water geïnfiltreerd werd en zich dus steeds in een overdekte ruimte heeft bevonden. Omdat de sarcofaag buiten de muren van de eerste basilica was begraven, volgt hieruit dat de eerste uitbreiding van de basilica voor 583 werd uitgevoerd en dus onmogelijk het werk van Dagobert I kan geweest zijn. De thesis dat Dagobert I, koning der Franken, de Abdij van Saint-Denis stichtte en de kerk bouwde, is ondertussen door modern onderzoek achterhaald. Dagobert werd wel naast het graf van Dionysius begraven. De tweede uitbreiding van de Merovingische kerk werd misschien uitgevoerd tijdens de regering van Dagobert. De basilica werd nogmaals verlengd en aan de zijkanten werden galerijen aangebouwd.

### Karolingische kerk
De tweede kerk was het werk van de Karolingen. Het was een grondige verbouwing van de abdijkerk tijdens het abbatiaat van Fulrad op initiatief van Pepijn de Korte, maar in opdracht van Carloman I en Karel de Grote. De kerk werd opnieuw gewijd op 24 februari 775 in de aanwezigheid van Karel de Grote. De herbouwde kerk was een basiliek met kolommen en een transept afgesloten met een apsis. Er werd een portaalgebouw voorzien, volgens de legende boven het graf van Pepijn de Korte die zich uit nederigheid voor de poort van de Merovingische kerk had laten begraven. De centrale deur werd afgeschaft en vervangen door zijdeuren links en rechts. Het middendeel van het portaalgebouw, geopend op het schip werd gebruikt als grafkamer. Hilduin liet tijdens zijn abbatiaat een crypte bijbouwen aan de oostzijde van de kerk, met een schip en twee zijbeuken. Het schip van de crypte van Hilduin is bewaard gebleven en bevindt zich onder het huidige koor.

### Het gotische westwerk en het koor van Suger

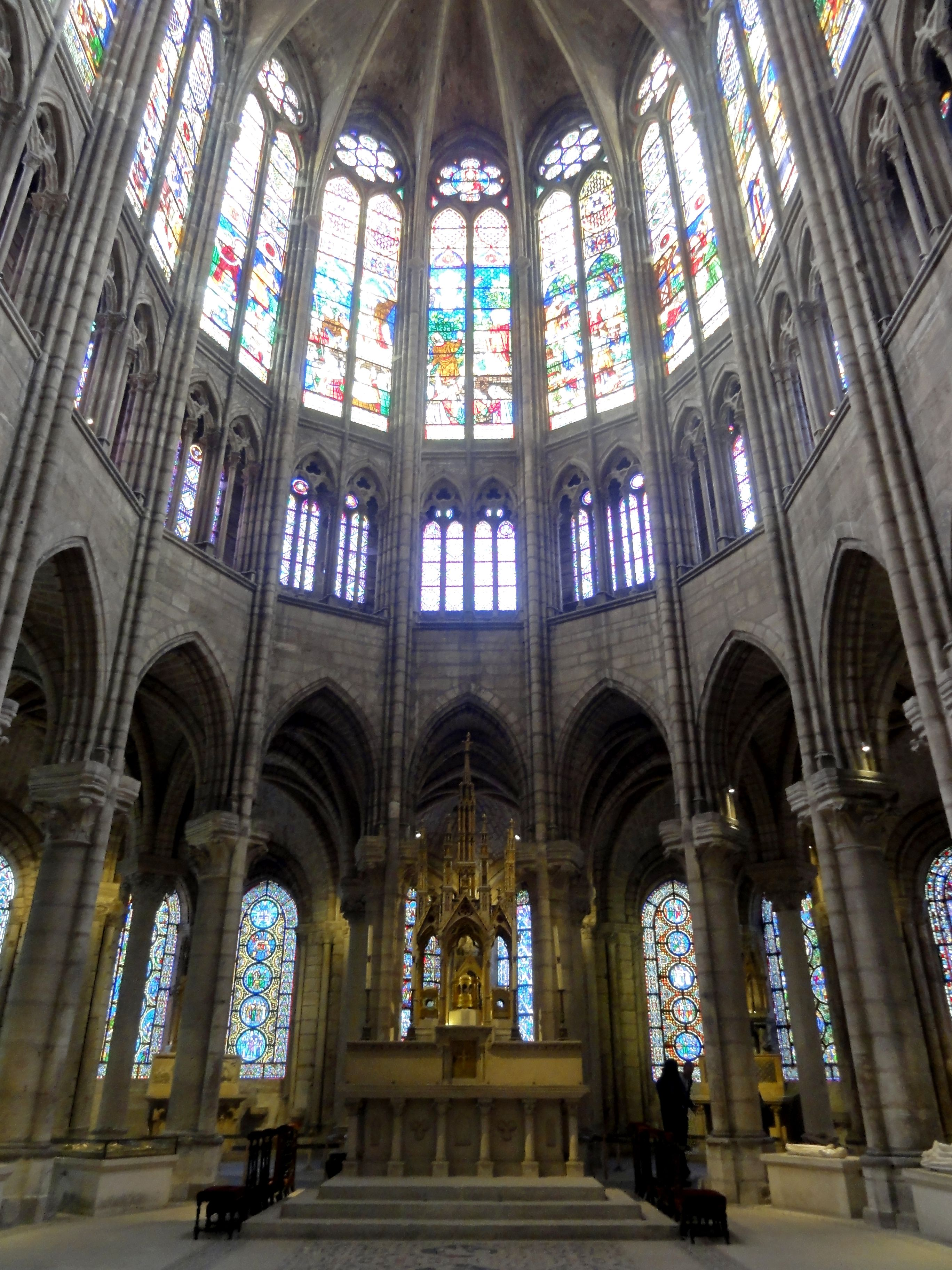
Saint-Denis, gezicht op het koor gebouwd door abt Suger, verbouwd in de 13e eeuw

In de twaalfde eeuw ging het de abdij economisch voor de wind, en in die periode, tijdens het abbatiaat van abt Suger werd begonnen met de verbouwing van de abbatiale basiliek. Omdat volgens de legende de oude kerk gebouwd door Karel de Grote was ingewijd door Christus zelf, was het voor Suger moeilijk om het oude gebouw gewoon te vervangen. Suger was daardoor verplicht de nieuwe kerk beetje bij beetje te bouwen. Hij begon met een nieuw portaal aan de westzijde en voegde later aan de oostzijde een nieuw koor toe. Het originele schip en het transept bleven bewaard. Het westelijke portaal werd gewijd op 9 juni 1140. De bouw van het nieuwe koor begon op 13 juli 1140 en het werd ingewijd op 11 juni 1144. Dit koor met zijn negen kapellen waarbij gebruikgemaakt werd van ribgewelven en dat werd verlicht door 16 grote glasramen was de eerste echte gotische structuur die werd gebouwd in de middeleeuwen, hoewel dit evengoed kan gezegd worden van de kathedraal van Sens.

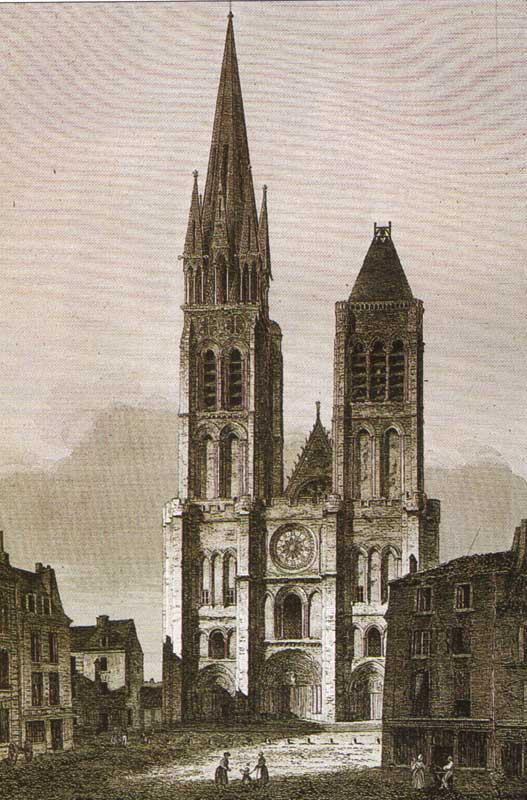
Basilique Saint-Denis
(1844-1845), Félix Benoist
----
De kerk voor de afbraak van de toren

### De kerk in de 13e eeuw
Hoewel uit archeologisch onderzoek blijkt dat begonnen werd met een nieuw schip nog in de tijd van Suger, werd dit nooit afgemaakt. Het schip uit de achtste eeuw werd pas in de dertiende eeuw, tijdens het abbatiaat van Eudes Clément de Mez, vervangen door de huidige structuur. Het kerkschip werd verbreed en men bouwde een grote transept. Het koor van Suger werd verhoogd en boven het portaalgebouw werden de twee torens herbouwd. De noordelijke toren, die een hoogte van 86 m had, werd in 1846 afgebroken omdat hij niet meer stabiel was. Een project om hem tegen 2028 weer herbouwd te hebben, werd in 2018 goedgekeurd. Volgens het plan zal de herbouw van de toren beginnen in de lente van 2023.
De verbouwing duurde van 1231 tot 1281 en werd uitgevoerd tijdens het regentschap van Blanche van Castilië en de regering van Lodewijk IX.

## Saint-Denis en de geboorte van de gotiek

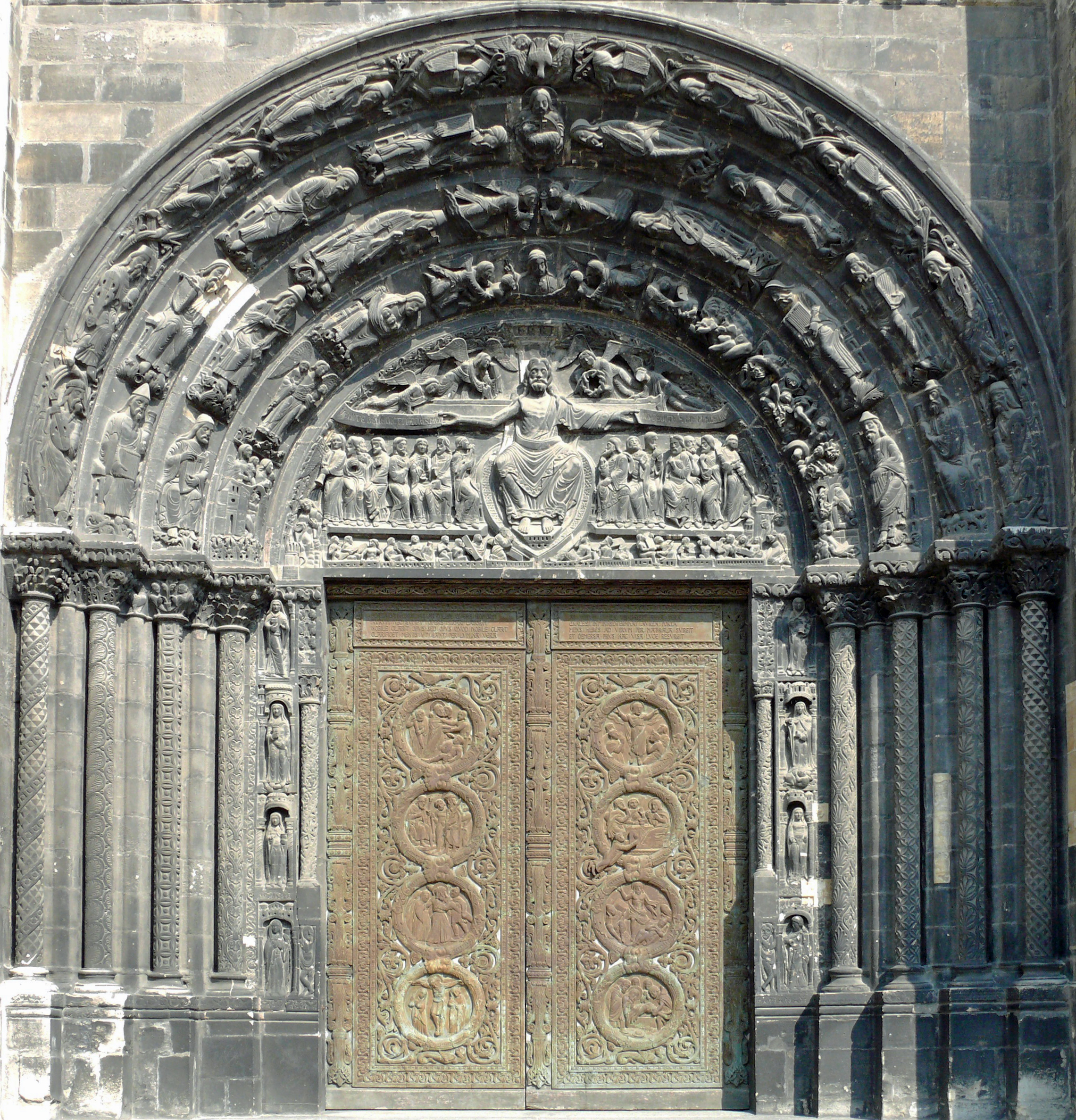
Basiliek Saint-Denis, centrale portaal van de westgevel

De kerk is een architecturaal meesterwerk en wordt gezien als het eerste grote gotische bouwwerk, hoewel ook de kathedraal van Sens aanspraak maakt op deze eretitel. De basiliek werd verbouwd naar de ideeën van abt Suger van Saint-Denis, in een nieuwe stijl met spitsbogen en glas-in-loodramen, waarbij de nadruk ligt op verticaliteit en een hemelse lichtinval. Deze stijl, gecreëerd door de werklui en de bouwmeesters die voor Suger werkten, zou de bouwkunst in Europa voor drie eeuwen beheersen. Het blijft tot op vandaag echter een raadsel waarom die stijl daar en dan ontstond.
Kunsthistorici wijzen erop dat Suger wel moet geweten hebben waar hij de beste werklui en kunstenaars kon vinden want hij was een bereisd man. Hij had over heel het toenmalige West-Europa kennis gemaakt met de nieuwste bouwwerken en de actieve bouwloodsen gezien. Hij was vier keer voor langere tijd in Italië en bezocht er Rome, Monte Cassino in Apulië, Bari en Bitonto. In Zuidwest-Frankrijk bezocht hij Montpellier en Bordeaux en hij was ook in Poitiers en Normandië en nam deel aan de Rijksdag van Mainz in 1125. Hij moet dus ongetwijfeld zelf de gelegenheid gehad hebben om de nieuwste ontwikkelingen van de romaanse stijl met eigen ogen te zien en toen hij in 1135 begon met de bouw van een nieuw portaalgebouw moet hij geweten hebben waar hij de nodige mensen kon vinden. Suger wordt dikwijls de architect van de nieuwe kerk genoemd en dit gaat terug op zijn beschrijving van het gebouw en zijn betrokkenheid bij het project, maar er is geen enkele aanduiding, zelfs niet in zijn eigen geschriften, dat hij als bouwmeester bij het project betrokken was.
Het model van westelijk massief met zijn twee torens dat Suger liet bouwen ter vervanging van de Karolingische narthex, ontstond in de Karolingische tijd en werd verder ontwikkeld in de Ottoonse basilieken uit de tiende en de elfde eeuw in de Rijnvallei. Het grote roosvenster in de westgevel is waarschijnlijk het eerste dat integraal deel uitmaakte van de gevelstructuur van een kerk en dat voorbeeld zal in alle grote gotische kathedralen nagevolgd worden. Het westelijke poortgebouw met zijn monumentale driedelige portaal en zijn roosvenster werden ingewijd op 9 juni 1140. Slechts een van de torens werd tijdens het leven van Suger voltooid. Het portaal met zijn drie bogen was misschien geïnspireerd door de triomfboog van Constantijn of de triomfboog van Orange die Suger beide moet hebben gekend; hijzelf beschreef het als een referentie naar de Drievuldigheid. De archivolten met beelden van profeten en oudtestamentische koningen en koninginnen waren ook een nieuwigheid in Saint-Denis.

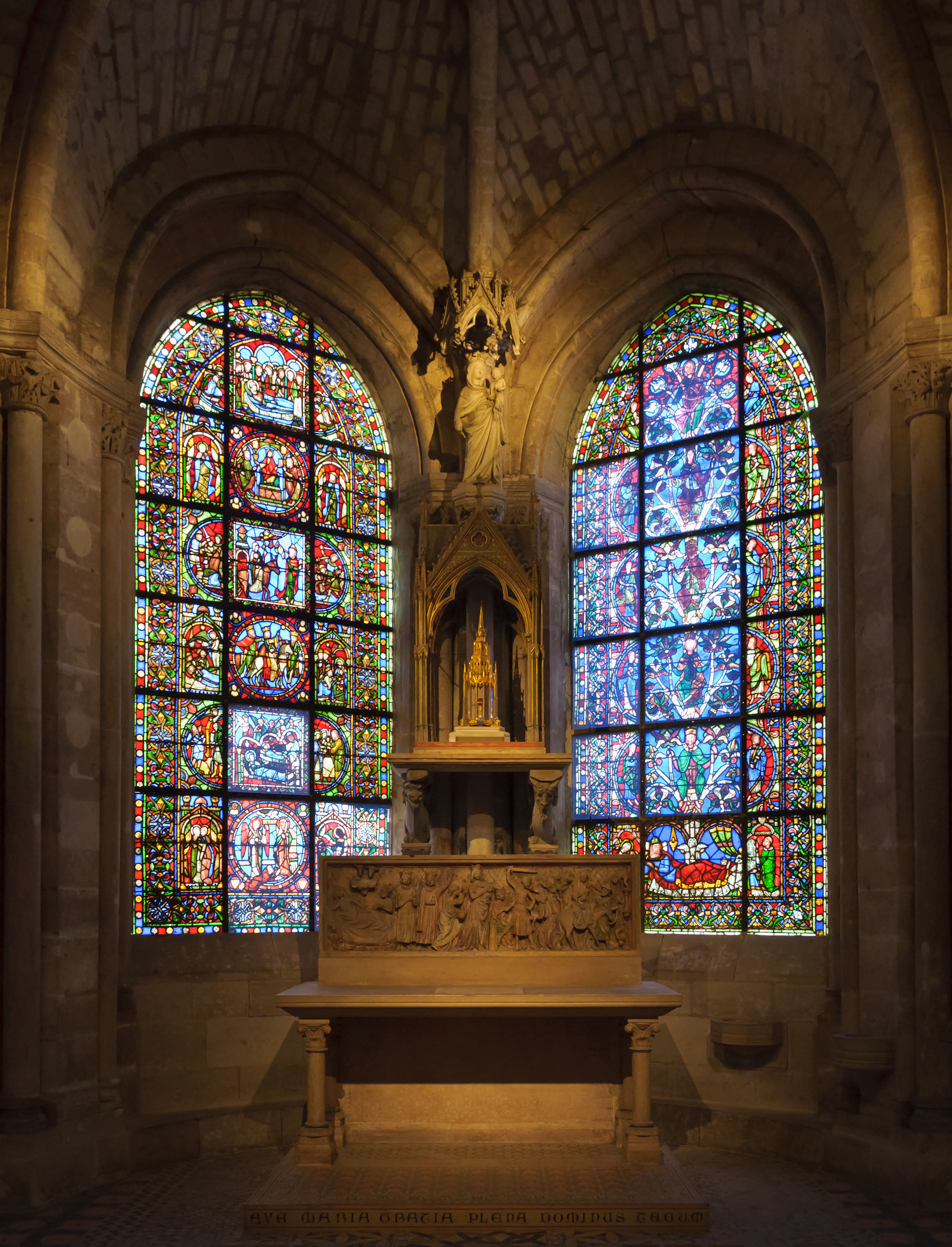
Basiliek van Saint-Denis, Kapel van de H. Maagd

Met de bouw van het nieuwe koor werd begonnen op 13 juli 1140 en het werd ingewijd op zondag 11 juni 1144 in het bijzijn van de Franse koning Lodewijk VII de Jongere, zijn echtgenote Eleonora van Aquitanië en een schare van aartsbisschoppen, bisschoppen en abten. Het nieuwe koor telde negen straalkapellen geplaatst in een halve cirkel in een kooromgang. De kapellen waren opengewerkt en konden vanuit de hele kerk gezien worden dankzij het gebruik van de kruisribgewelven die steunmuren overbodig maakten. Het koor werd verlicht door zestien grote glasramen, en het licht dat binnenviel door het gekleurde glas werd weerkaatst door het mozaïek vloer en de gouden ornamenten, emails en edelstenen in de versiering van de altaren. Abt Suger introduceerde het principe van de verticaliteit en de opwaarts gerichte spanning, eigen aan al de nieuwe bisschopskerken tot aan het einde van de middeleeuwen. Saint-Denis markeerde de geboorte van de gotiek.
Sugers voorbeeld werd enthousiast nagevolgd en in de daaropvolgende dertig jaar werd begonnen met de bouw van de meerderheid van de vroege gotische kathedralen in het Île-de-France. De stijl was zo verschillend van wat tot dan toe was gebouwd dat men het opus modernum noemde of opere francigena naar zijn ontstaan in Frankrijk. De naam gotisch komt van de humanisten die deze barbaarse stijl uit de duistere middeleeuwen niet konden smaken.

## Saint-Denis als koninklijk mausoleum

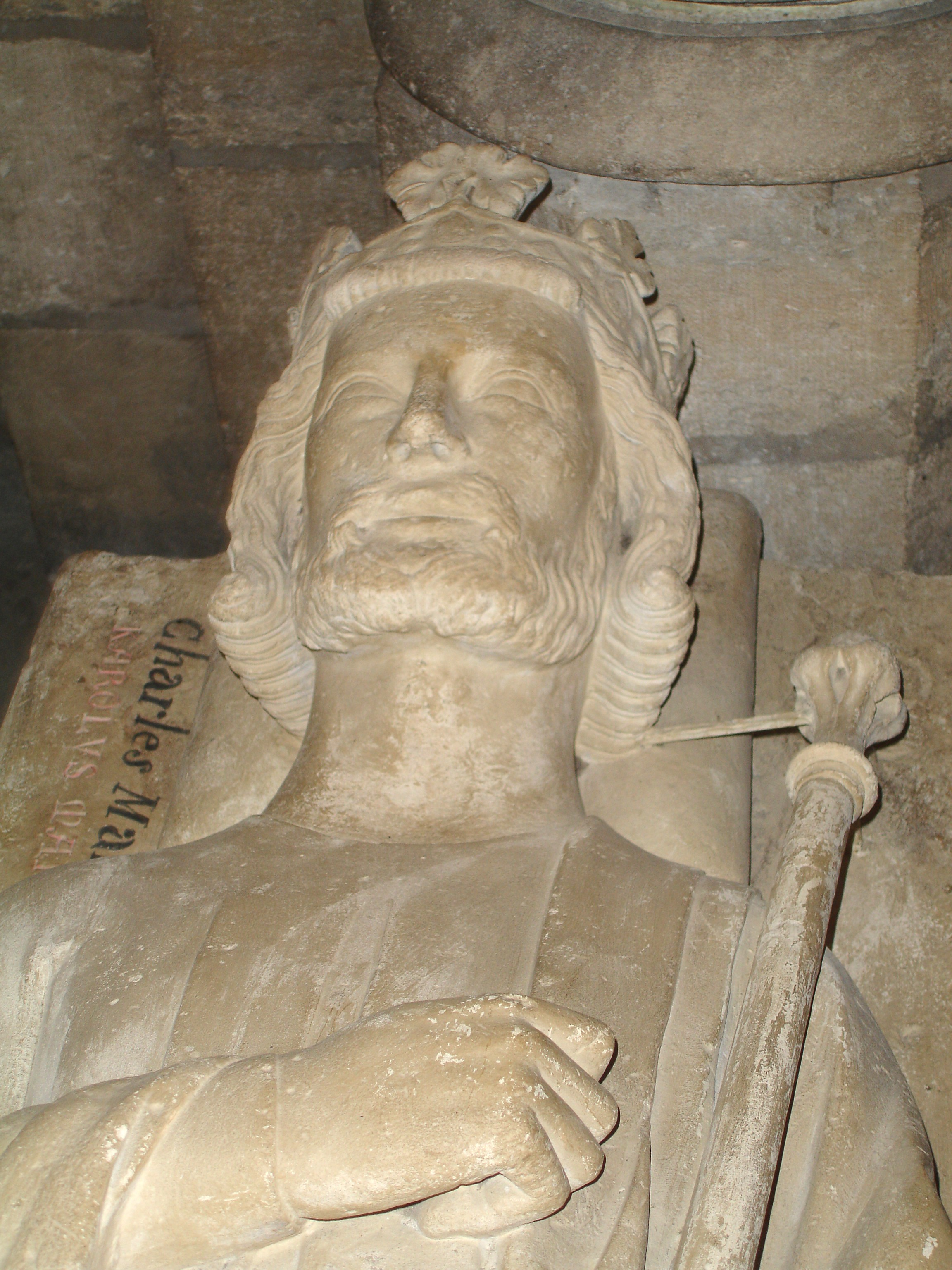
Karel Martel, een van de zestien gisants van de zogenoemde commande de Saint-Louis

De abdijkerk werd vanaf de tijd van Dagobert I, maar vooral vanaf het aan de macht komen van de Capetingen gebruikt als begraafplaats voor de Franse koningen, koninginnen, prinsen en prinsessen. Vanaf Hugo Capet die in 996 in de abdijkerk werd begraven, werd de abdijkerk de preferente begraafplaats van de Franse koningen. Er zijn er slechts drie die elders begraven werden: Filips I, Lodewijk VII en Lodewijk XI. Het is die rol van koninklijke necropool die de sterke band tussen de Franse koningshuizen en de abdij gevormd en bestendigd heeft.
In 1231, onder het abbatiaat van Eudes Clément du Mez, werden op initiatief van Lodewijk IX en Blanche van Castilië de werken hervat om het oude Karolingische schip te vervangen door een brede gotische versie met een grote transept. In die transept die afgewerkt was omstreeks 1260, werden de graven van de Merovingische, Karolingische en Franse koningen samengebracht om de continuïteit van het Franse koningshuis te benadrukken. De overbrenging van de stoffelijk resten gebeurde tussen 1263 en 1264. Lodewijk liet zestien gisants beeldhouwen voor het zuidelijke deel van de transept waar de Merovingische en Karolingische vorsten waren begraven, ter vervanging van de vroegere eenvoudige grafstenen. Deze nieuwe necropool werd in 1267 door Lodewijk IX ingehuldigd.
Om de inname van het paleis van de Tuileries op 10 augustus 1792 te herdenken, werd op een vergadering van de Nationale Conventie van 31 juli 1793 beslist om de mausolea van Saint-Denis te vernietigen. Tussen de zesde en tiende augustus werden de grafmonumenten verwijderd. Alexandre Lenoir, een Franse mediëvist, slaagde erin om een aantal van de grafmonumenten te redden en liet ze overbrengen naar het voormalige klooster van de Kleine Augustijnen dat in 1795 het Musée des monuments français werd met Lenoir als eerste directeur. De rest werd ter plaatse vernield.
De eerste stoffelijke resten van Filips III en zijn echtgenote Isabelle van Aragón, Pepijn de Korte, Constance van Castilië de echtgenote van Lodewijk VII, en van Lodewijk VI werden opgegraven tussen 6 en 8 augustus 1793. Maar het grove werk begint op 12 oktober 1793 en gaat voort tot 25 oktober, met het leegmaken van de grafkelders van de Bourbons en de Valois. Ook in januari 1794 werden nog enkele lichamen ontgraven. In totaal werden de stoffelijke resten van meer dan 170 personen opgegraven en in twee putten gestort, een voor de Valois en de voorgaande dynastieën en de andere voor de Bourbons. De resten werden bedekt met ongebluste kalk en grond. Onder hen waren 46 koningen, 32 koninginnen, 63 personen van prinselijke bloede, 10 groten van het rijk en 24 abten van Saint-Denis.
Tijdens de Restauratie van de Bourbons in 1815 liet Lodewijk XVIII in 1817 de putten opzoeken en de beenderen overbrengen naar de crypte van de basiliek in een ossuarium bestaande uit een tiental kisten. Op de marmeren deksteen van het ossuarium werden de namen van de monarchen gebeiteld. Het museum opgericht in 1795 wordt gesloten en Alexandre Lenoir werd door Lodewijk XVIII benoemd tot administrateur des tombeaux de la basilique Saint-Denis. Ook de resten van zijn broer Lodewijk XVI en diens vrouw Marie Antoinette werden opgegraven op het kerkhof van La Madeleine en herbegraven in de crypte van de basiliek.
Lodewijk XVIII zelf werd na zijn dood in 1824 begraven in het centrum van de crypte. Ook andere Bourbons werden in de jaren 1815-1830 in Saint-Denis bijgezet. In 2004 werd ook het bewaard gebleven gemummificeerde hart van de dauphin, Lodewijk XVII van Frankrijk, in Saint-Denis bijgezet.

## Het orgel

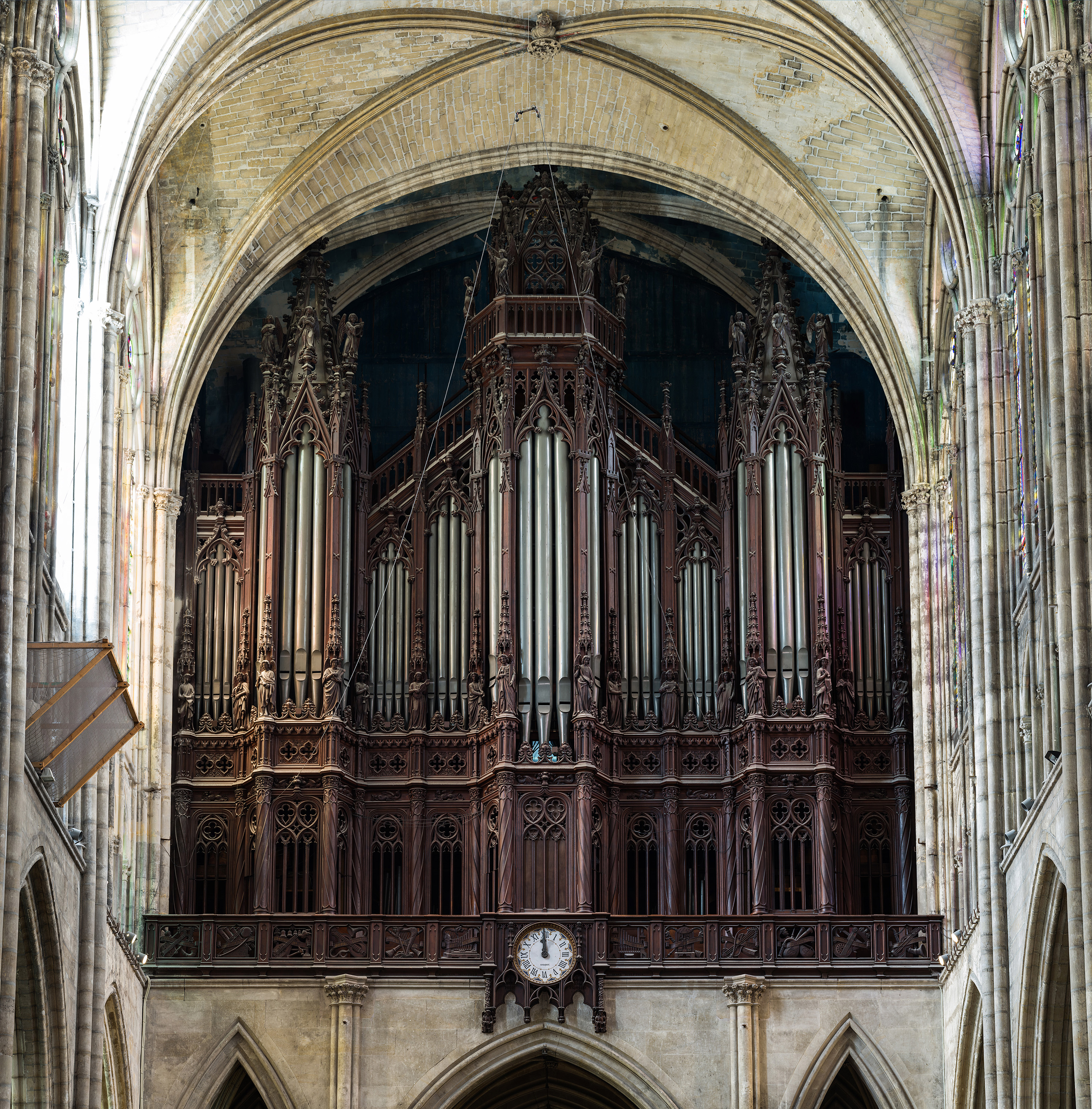
Het orgel

In de kerk staat een orgel van Aristide Cavaillé-Coll uit 1840, een van de belangrijkste orgels in Parijs. In 1987 werd Pierre Pincemaille benoemd tot organist-titularis van dit orgel.

## Video
- Drone beelden van de kathedraal